# Marco Trebonio
Marco Trebonio (fl. IV secolo a.C.) è stato un politico romano.

## Tribunato consolare
Nel 383 a.C. fu eletto tribuno consolare con Servio Sulpicio Rufo, Lucio Emilio Mamercino, Aulo Manlio Capitolino, Lucio Lucrezio Tricipitino Flavo e Lucio Valerio Publicola.
A Roma arrivarono diverse notizie di ribellioni; dai soliti Volsci, dai Prenestini, oltre che dagli abitanti di Lanuvio, cui fu dichiarata guerra, che però non poté essere condotta quell'anno, per la carestia e la peste che avevano colpito Roma.